# Wodiane (hromada Znamjanka)
Wodiane (ukr. Водяне) – wieś na Ukrainie, w obwodzie kirowohradzkim, w rejonie kropywnyckim, w hromadzie Znamjanka. W 2001 liczyła 280 mieszkańców.